# ПАК-Инвест
ЗАО «ПАК-Инвест» — крупнейшее в Татарстане предприятие в сфере пассажирских автобусных перевозок, осуществляющее городские, пригородные, междугородные и заказные автобусные пассажирские перевозки. Находится в Набережных Челнах. Основано в 1991 году, путём выделения из «Производственного объединения пассажирского автотранспорта» (ПОПАТ).
Ежегодно предприятием перевозится около 11 миллионов пассажиров. На балансе находится более 220 единиц подвижного состава.
Штаб-квартира: 423810, Татарстан, Набережные Челны, Промкомзона.

## История
Первое автотранспортное предприятие в Набережных Челнах было создано в декабре 1945 года. В послевоенные годы оно было единственным, осуществлявшим грузовые и пассажирские перевозки в восточном Закамье. АТП обслуживало Актанышский, Мензелинский, Сармановский и Заинский районы.
Стремительное развитие предприятия началось в семидесятые годы с началом строительства автомобильного завода КамАЗ и автограда. Основной задачей коллектива было бесперебойное обеспечение перевозок на строительстве КамАЗа, Нового города, пригородной зоны, Нижнекамской ГЭС, Картонно-бумажного комбината. С пуском в эксплуатацию заводов КамАЗа на плечи ПАТП легли перевозки рабочих от жилых микрорайонов города до проходных заводов.

Производственное объединение пассажирского автотранспорта (ПОПАТ)
1980-е гг.

В 1977 году предприятие было преобразовано в крупнейшее в стране Производственное объединение пассажирского автотранспорта (ПОПАТ) с количеством подвижного состава 1600 единиц и численностью работающих более 5,5 тысячи человек.
В 1991 году на базе объединения было создано три самостоятельных предприятия — ПАТП-1, ПАТП-2 и Пассажирский автокомбинат. Первое из них занималось перевозкой пассажиров по городу, второе обслуживало нужды КамАЗа, а ПАК специализировался на междугородных перевозках. Опыт показал, что структурные преобразования не пошли разделившимся предприятиям на пользу. В плачевном состоянии оказались два первых. В итоге они подверглись процедуре банкротства и в конце концов фактически вернулись в лоно единого объединения, но под новым названием — «ПАК-Инвест».

## Настоящее время
Основными видами деятельности предприятия являются:
- осуществление пассажирских перевозок автобусами по междугородным, пригородным, городским, специализированным маршрутам, а также по заказам предприятий и физических лиц;
- выполнение ремонтных работ и техническое обслуживание автобусов, капитальный ремонт кузовов и агрегатов[3].

В составе предприятия имеются 3 автоколонны и филиал ОАО «ПАК» «Автовокзал». Автоколонны специализированы по видам перевозок. Ремонтные комплексы специализированы по видам ремонтов. Для поддержания высокой технической готовности подвижного состава на автокомбинате имеется мощная производственная база.
Кроме этого, в составе предприятия имеются: котельная, автозаправочная станция, а также автоколонна военизированного типа в количестве 82 единицы.
Предприятие аттестовано в качестве Сервисного Центра КамАЗ для оказания услуг по техническому обслуживанию и ремонту автомобильной техники КАМАЗ на территории Республики Татарстан и получено свидетельство сервисного центра «КАМАЗ». На сегодняшний день производится гарантийное обслуживание и ремонт гарантийных автобусов НЕФАЗ собственного парка и сторонних организаций. Совместно с НТЦ «КАМАЗ», завода «НЕФАЗ» и нашим предприятием произведено испытание автобуса «НЕФАЗ» с газовым двигателем. При непосредственном участии технической службы предприятия проводилась доработка узлов и агрегатов автобуса, а также разработана техническая документация по ремонту и обслуживанию.

## Обслуживаемые маршруты

### Городские
Автобусы «ПАК-Инвест» обслуживают маршруты, пролегающие через основные городские проспекты:
- 1Б (Улица Усманова – Автостанция)
- 7 (Кузнечный завод – Мясокомбинат)
- 10 (Проспект Сююмбике – Автостанция)
- 43Б (Улица Усманова – Мясокомбинат)

### Пригородные
По состоянию на ноябрь 2013 года предприятие обслуживает 9 пригородных маршрутов в Тукаевском районе, а также в городах: Менделеевск, Елабуга,  Мензелинск и Нижнекамск.

### Междугородние
Предприятие обслуживает 26 междугородных,  межобластных маршрутов, которые охватывают все города Республики Татарстан, а также следующие регионы: Кировская область, Оренбургская область, Пермский край, Самарская область, Волгоградская область, Ульяновская область,

### Заказные
Предприятие обслуживает 24 специализированных заказных городских маршрутов, заказчиками которых являются ОАО «КамАЗ», ЗАО «ПК ЗТЭО», ЗАО «Водоканал» и другие.

## Подвижной состав

### Модели эксплуатируемых автобусов
Линейные:
- НефАЗ-5299
- Hyundai AeroExpress
- Hyundai AeroTown
- Hyundai AeroSpace LS
- ЛиАЗ-5256.00-11
- ПАЗ-3205
- Daewoo BH120F

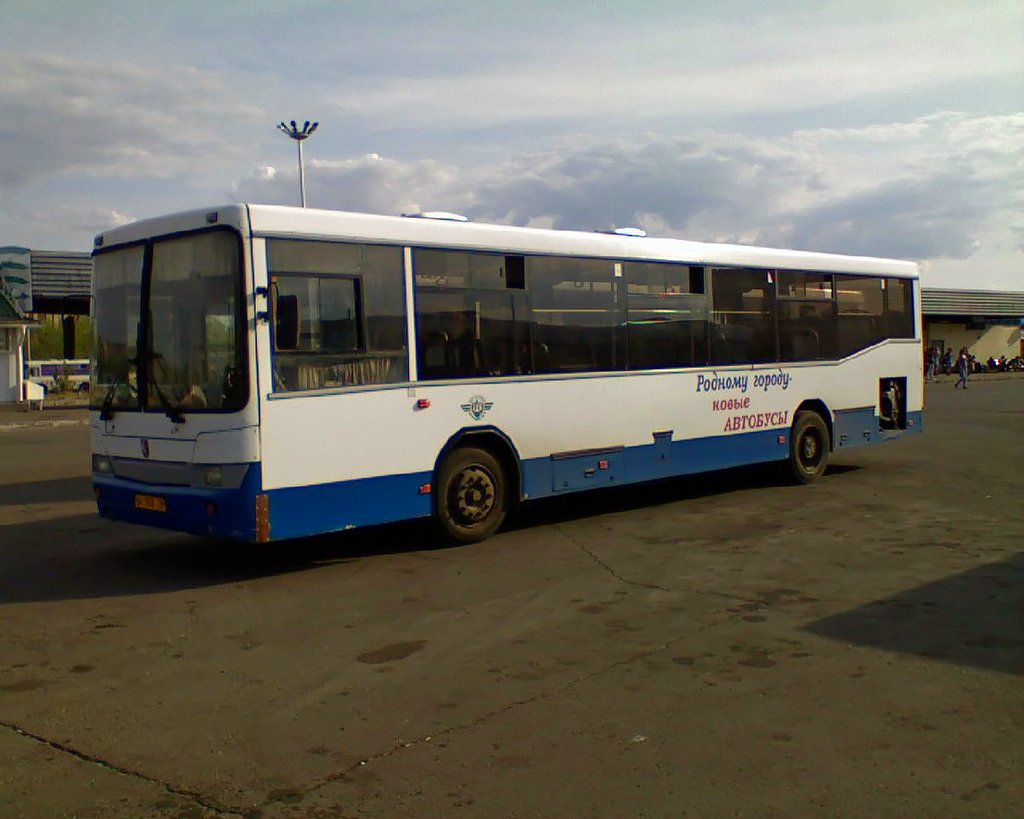
НЕФАЗ-5299 на автостанции

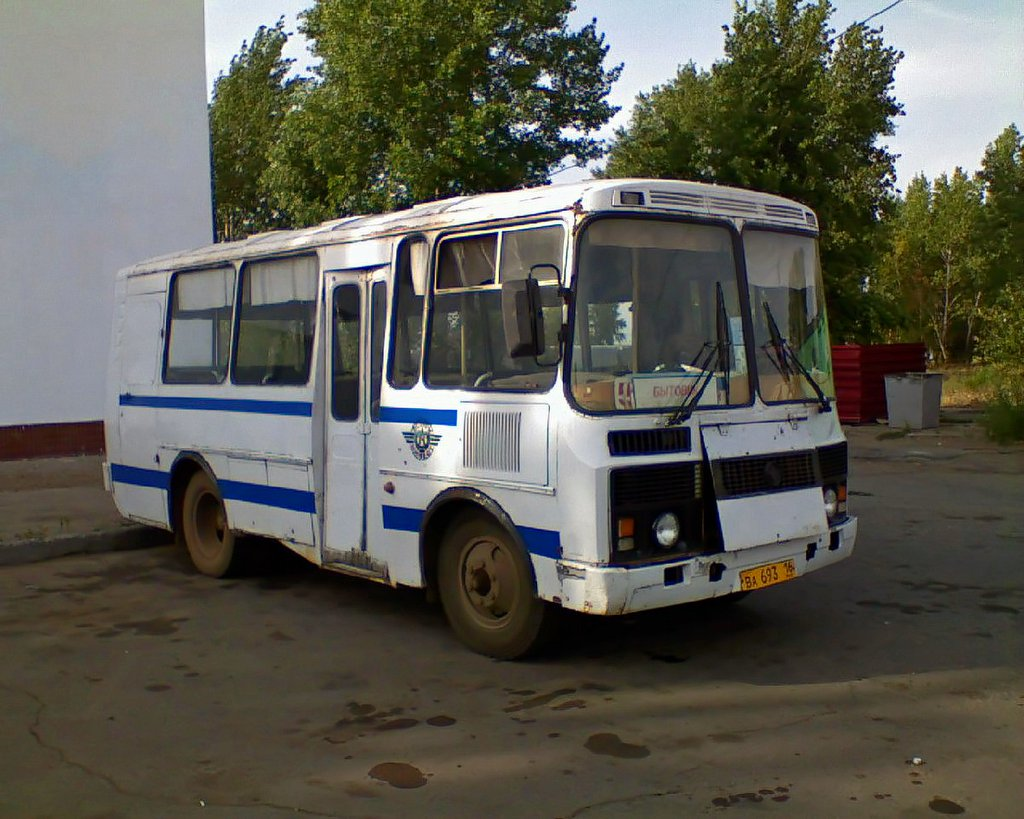
Служебный автобус ПАЗ-3205

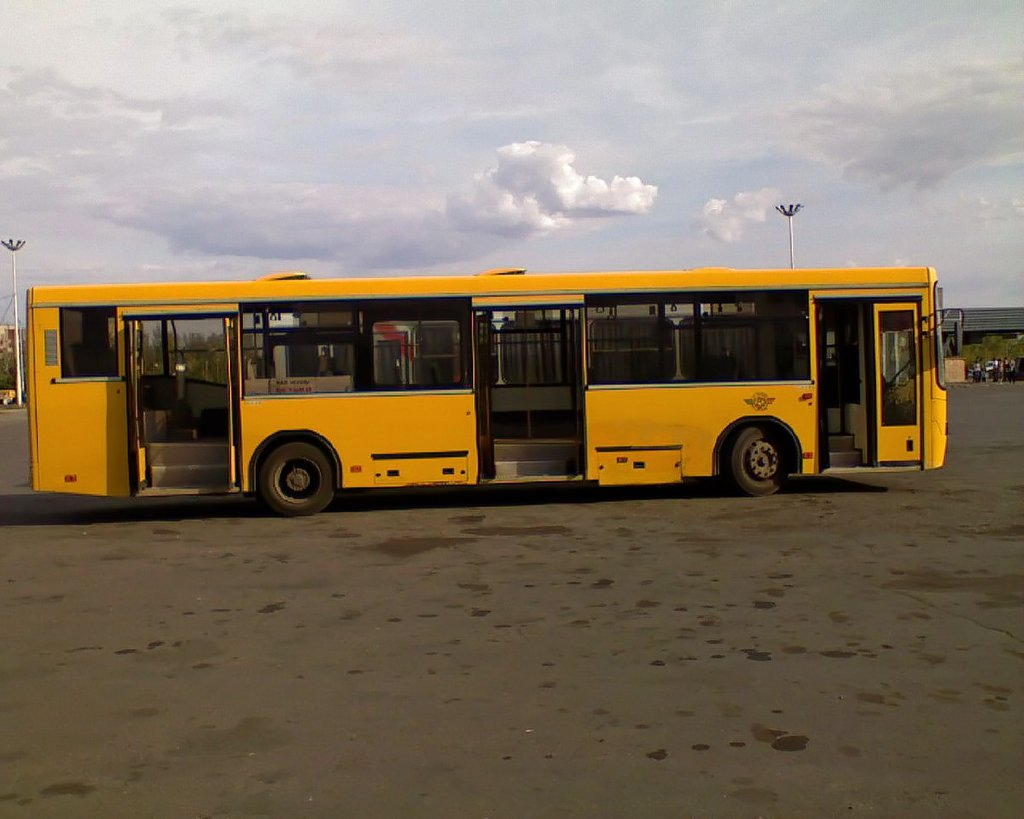
Автобус НЕФАЗ-5299 на автостанции

Модели, выведенные из регулярной эксплуатации:
- Drögmöller E310 SuperPullman
- Ikarus-250
- Ikarus-256
- Ikarus-280
- Karosa B732
- Karosa C734
- Karosa C735
- Mercedes-Benz O303-15KHP-A
- Mercedes-Benz O303-15KHP-L
- Mercedes-Benz O303-15RHS
- Mercedes-Benz O350-15RHD Tourismo
- Mercedes-Benz Türk O325
- Mercedes-Benz Türk O330
- ЛАЗ-695
- ЛиАЗ-677
- МАРЗ-5266
- МАРЗ-52661
- ПАЗ-5272
- Чавдар 11М4

### Техническое состояние
Подвижной состав парка находится в высокой степени технической готовности и используется с большой эффективностью. Предприятие располагает развитой производственной базой, площадь которой составляет 31 тысячу квадратных метров. Здесь имеется все необходимое для технического осмотра и ремонта подвижного состава.
Осуществляется капитальный ремонт кузовов, двигателей, мостов, коробок передач. Не случайно ремонтная база ПАКа существует в статусе сервисного центра КамАЗа, выполняя гарантийное обслуживание подвижного состава автогиганта.

## Руководство
- Николай Степанович Помелов (1945—1948)
- Тихон Степанович Седых (1948—1957)
- Калимулла Якупович Якупов(1957—1960)
- Николай Федорович Шамов (1960—1964)
- Зуфар Хузеевич Хузин (1964—1972)
- Валентин Николаевич Ильин (1972—1973)
- Аркадий Андреевич Денисов (1973—1978)
- Шавкат Нурмухаметович Мотыгуллин (1978—1983)
- Анатолий Иванович Бобровничий (1983—1984)
- Николай Васильевич Рыжковский (1984—1988)
- Михаил Александрович Кузнецов (1988—1990)
- Сагадат Минегараевич Гараев (1990−2005)
- Раис Мубаракшинович Гимадиев (2005—2013)
- Фаргат Равилович Набиев (2013-2015)[5]

## Музей
В 2003 году на предприятии создан Музей «История развития пассажирского автотранспорта города  Набережные Челны», который внесен в Книгу реестров музеев Республики Татарстан.